# 2020년 하계 올림픽 필리핀 선수단
2020년 하계 올림픽 필리핀 선수단은 2021년 7월 23일부터 8월 8일까지 일본 도쿄에서 열린 2020년 하계 올림픽에 참가한 올림픽 필리핀 선수단이다.
필리핀은 2020년 도쿄 하계 올림픽에 출전했다. 원래 2020년 7월 24일부터 8월 9일까지 열릴 예정이었던 올림픽은 코로나19 범유행으로 인해 2021년 7월 23일부터 8월 8일로 연기되었다. 1924년 필리핀이 공식 데뷔한 이래 필리핀 선수들은 미국이 주도한 보이콧에 대한 국가의 부분적인 지지로 인해 모스크바에서 열린 1980년 하계 올림픽을 제외하고 모든 하계 올림픽에 출전했다.
필리핀 올림픽 위원회는 이번 올림픽에 남자 9명, 여자 10명 등 19명의 선수로 구성된 팀을 구성해 11개 종목에 출전했다. 필리핀은 스케이트보드(2020년 대회 신규 종목)에서 올림픽 데뷔를 했고, 체조와 조정에도 복귀했다.
필리핀은 역대 최고의 올림픽 성적을 거두며 도쿄를 떠나 4개의 메달을 획득했다(이 기록은 나중에 2024 파리 올림픽에서 넘어섰습니다). 이는 1932년 로스앤젤레스 하계 올림픽에서 획득한 3개의 메달을 넘어선 것이다. 필리핀의 첫 금메달은 역도 선수 히딜린 디아즈(Hidilyn Diaz)가 획득했다. 복싱에서 국가의 다른 메달은 모두 네스티 페테시오의 은메달, 카를로 팔람의 은메달, 유미르 마시알의 동메달이었다.

## 출전 선수
| 종목         | 남자 | 여자 | 전체 |
| ------------ | ---- | ---- | ---- |
| 육상         | 1    | 1    | 2    |
| 복싱         | 2    | 2    | 4    |
| 골프         | 1    | 2    | 3    |
| 체조         | 1    | 0    | 1    |
| 유도         | 0    | 1    | 1    |
| 조정         | 1    | 0    | 1    |
| 사격         | 1    | 0    | 1    |
| 스케이트보드 | 0    | 1    | 1    |
| 수영         | 1    | 1    | 2    |
| 태권도       | 1    | 0    | 1    |
| 역도         | 0    | 2    | 2    |
| 전체         | 9    | 10   | 19   |

## 종목별 성적

### 육상

#### 남자
필드 경기
| 선수                 | 세부 종목    | 예선 | 예선 | 결선 | 결선      |
| 선수                 | 세부 종목    | 기록 | 순위 | 기록 | 최종 순위 |
| 어니스트 존 오비에나 | 장대높이뛰기 | 5.75 | 10   | 5.70 | 11        |

## 같이 보기
- 올림픽 필리핀 선수단